# Пепеляшка (Найден Геров)
„Пепеляшка“ е опера на българския композитор Найден Геров, представена за пръв път през 1965 година.
Либретото на Алла Герова е базирано на класическата приказка за Пепеляшка, главно на нейната драматизация от руската писателка Тамара Габе. Операта е написана за няколко месеца през 1964 година в стремеж към създаване на местен репертоар от детски опери. Премиерата е на 7 февруари 1965 година във Варненската опера под диригентството на Борис Черпански с режисура на Любен Гройс.